# Land Lippe
Das Land Lippe war ein Land im Nordwesten Deutschlands. Es folgte in der Britische Besatzungszone dem ehemaligen Freistaat Lippe nach und bestand bis zur Eingliederung in das Land Nordrhein-Westfalen am 21. Januar 1947.

## Land Lippe (1945–1947)
Lippe wurde im April 1945 von US-amerikanischen Truppen besetzt und bei der Aufteilung Deutschlands der britischen Verwaltungszone zugeordnet. Die britische Militärregierung ernannte als Landespräsidenten (bzw. Ministerpräsidenten) Heinrich Drake, letzter demokratischer lippischer Landespräsident bis 1933. Gleichzeitig stand er an der Spitze von Schaumburg-Lippe. Eine volle Souveränität genoss Lippe aber angesichts der britischen Besatzung und des geltenden Besatzungsrechts nicht. Sowohl Landtag (ernannt 1946) als auch Landespräsident (1945) wurden von der Militärregierung ernannt und mussten die Auflösung des Landes nolens volens hinnehmen.
Am 23. November 1946 verordnete die britische Militärregierung die Vereinigung der Länder Braunschweig, Hannover, Oldenburg und Schaumburg-Lippe zum neuen Land Niedersachsen. Wegen der Haltung der britischen Militärregierung, die bei der Neuordnung Deutschlands größere Länder bilden wollte, war schon früh klar, dass auch das verbleibende Lippe-Detmold, der ehemalige Freistaat Lippe, als selbstständiges Land nicht bestehen bleiben würde. Etwas widerstrebend, aber mit erheblichem Verhandlungsgeschick unter Führung des letzten Ministerpräsidenten Drake, akzeptierte man so nach über 800 Jahren die letzten Reste staatlicher Selbstständigkeit.

## Eingliederung in Nordrhein-Westfalen (1947/48)
Lippe entschied sich nach Verhandlungen sowohl mit dem neu gegründeten Land Niedersachsen als auch mit dem bereits seit 1946 bestehenden Land Nordrhein-Westfalen für die Eingliederung in Nordrhein-Westfalen (NRW), das zu weitergehenden Zugeständnissen und Anreizen für Lippe bereit war. Die Grundlagen hierfür wurden in den Lippischen Punktationen vereinbart. Die Vereinigung der Länder trat am 21. Januar 1947 durch die Militärverordnung Nr. 77 in Kraft. Am gleichen Tag löste sich in einer feierlichen Schlusssitzung unter Anwesenheit des höchsten Repräsentanten der britischen Militärregierung für NRW der lippische Landtag in Detmold auf und entsandte vier Abgeordnete in den Landtag nach Düsseldorf. Bei der Schlusssitzung versprach der britische Regional Commissioner William Asbury, dass in einem Referendum innerhalb von fünf Jahren die lippische Bevölkerung die Gelegenheit zur endgültigen Entscheidung haben würde. Dieser Volksentscheid wurde jedoch nie durchgeführt.
Am 5. November 1948 wurde mit Beschluss des Landtages in Düsseldorf das „Gesetz über die Vereinigung des Landes Lippe-Detmold mit dem Land Nordrhein-Westfalen“ verabschiedet, das die Eingliederung abschließend regelte. Lippe wurde Landesteil von NRW.
In den Lippischen Punktationen wurde entsprechend der lippischen Tradition die Gemeinschaftsschule als Regelschule vereinbart. In der Landesverfassung von 1950 wurden jedoch landesweit Bekenntnisschulen zugelassen. Bis zur Abstimmung über die Landesverfassung wurde hier in einer Lippe-Klausel eine Ausnahme für den lippischen Landesteil gemacht. In einer Volksabstimmung in ganz Nordrhein-Westfalen am 18. Juni 1950 wurde die Landesverfassung landesweit mit einer einfachen Mehrheit angenommen, in Lippe jedoch mit Zweidrittelmehrheit abgelehnt. Damit wurden Bekenntnisschulen grundsätzlich in Lippe zugelassen. Dieser Zusammenhang bot vor der Abstimmung die argumentative Basis der innerlippischen Opposition um Max Staercke gegen den Anschluss an das Land NRW.